# Stagnicola gabbi
Stagnicola gabbi är en snäckart som först beskrevs av Tryon 1865.  Stagnicola gabbi ingår i släktet Stagnicola och familjen dammsnäckor. Inga underarter finns listade i Catalogue of Life.